# Whiteboardpenna
Whiteboardpennor används främst inom utbildning och kontor för att skriva på whiteboard. Det är även möjligt att skriva på andra ytor, såsom speglar och glas. Det finns en stor mängd whiteboardpennor i olika färger och former som säljs av olika tillverkare.
Jerome Woolf från Techform Laboratories uppfann whiteboardpennan på 1960-talet och sålde sedan patentet på uppfinningen till Pilot Pens. Whiteboardpennan uppfanns som ett alternativ till kritor som användes på griffeltavla.

## Funktion
Whiteboardpennor finns i både permanent bläck och icke-permanent bläck som går att sudda ut, dock fungerar dessa bara på whiteboard. Anledningen till att de inte fungerar på vanligt papper är att det är den blanka ytan i kombination med kemikalierna i pennan som gör bläcket raderbart. För att sudda ut bläcket finns det speciella trasor men det går lika bra att sudda ut med hushållspapper eller händerna.
De flesta whiteboardpennorna är tillverkade av alkoholbaserat bläck, likt tuschpennor, alkoholen tillåter bläcket att torka snabbt och förhindrar bläckspridning. Skillnaden mellan tuschpennor och whiteboardpennor är typen av polymer som används. Tuschpennor innehåller akrylpolymer som hjälper pigmentet hålla sig till ytor, medan whiteboardpennor innehåller oljiga silikonpolymer. Whiteboardpennor har dessutom en svag elektrisk laddning som fäster bläcket på ytan. Ett problem med whiteboardpennor är att de efter mycket användning kan torka ut och bläcket kan då bli stripigt och skadat. Om whiteboardpennan endast används på glas sker inte detta.
De vanligaste fägerna på whiteboardpennor är svart, blå, röd och grön. Whiteboardpennor har antingen rund eller sned spets och tjockleken och uppbyggnaden av pennan ser olika ut från en tillverkare till en annan.